# Winda
Winda (deutsch Wenden) ist ein Dorf in Polen in der Woiwodschaft Ermland-Masuren. Es gehört zur Gmina Barciany (Landgemeinde Barten) im Powiat Kętrzyński (Kreis Rastenburg).

## Geographische Lage
Das Dorf liegt in der nördlichen Mitte der Woiwodschaft Ermland-Masuren, etwa 20 Kilometer südlich der polnischen Staatsgrenze zur Oblast Kaliningrad im historischen Ostpreußen. Die Kreisstadt Kętrzyn (deutsch Rastenburg) liegt neun Kilometer weiter südlich.

## Geschichte
Wenden wurde im Jahr 1389 vom Komtur Friedrich von Wenden nach Kulmer Recht angelegt. Von ihm leitet sich auch der Name des Ortes ab. Das Dorf erhielt eine Fläche von 53 Włóka, und die Einwohner wurden für die Dauer von neun Jahren von Zahlungen und Abgaben befreit. Im 15. Jahrhundert gab es ein Wirtshaus in Wenden. Im Jahr 1437 wurde die zum Dorf gehörende Fläche um drei Włóka vergrößert. Ab dem 16. Jahrhundert wurde der Ort vorwiegend von Protestanten bewohnt.
Von 1874 bis 1945 war Wenden in den Amtsbezirk Wehlack (polnisch Skierki) im Kreis Rastenburg (Regierungsbezirk Königsberg) in der preußischen Provinz Ostpreußen eingegliedert.
Am 18. Dezember 1889 wurde das kommunalfreie Forstetablissement Wenden Wald nach Wenden eingemeindet.
Wenden vergrößerte sich am 30. September 1928, als es sich mit dem Gutsbezirk Fünfhuben (polnisch Niedziałki) und dem Gut Elisenthal und anderen Teilen von Nachbarorten zur neuen Landgemeinde Wenden zusammenschloss.
Am Ende des Zweiten Weltkrieges nahm die Rote Armee das Gebiet ein. Als Folge des Krieges wurde der Ort Teil Polens. Am 16. September 1946 wurde der Gemeinderat gewählt, erster Vorsitzender wurde Stefan Uliasz. Zur damaligen Landgemeinde gehörten 9000 Hektar Land mit 35, später 33, Ortschaften. Mit der Einführung der Gromadas wurde Winda im Jahr 1954 Sitz einer Gromada. Diese besaß 1960 eine Fläche von 75,64 km², auf welcher 2032 Menschen lebten. Im Jahr 1969 gehörten zur Gromada 7 Schulzenämter (Sołectwo) und 28 weiteren Ortschaften. Im Jahr 1970 gab es in dem Ort eine achtklassige Grundschule, eine Bibliothek sowie einen Kinosaal für 100 Besucher. Mit der Auflösung der Gromadas wurde Winda im Jahr 1973 ein Schulzenamt mit den Ortschaften Niedziałki, Niedziały und Pieszewo (deutsch Petermanns).

### Einwohnerentwicklung
Im Jahr 1820 lebten in Wenden 362 Menschen in 36 Wohngebäuden, 1885 bereits 472, 1905 schon 530, und im Jahr 1939 waren es 812 Einwohner. Im Jahr 1970 waren es nur noch 254 Einwohner und 2010 noch 200.

## Kirche

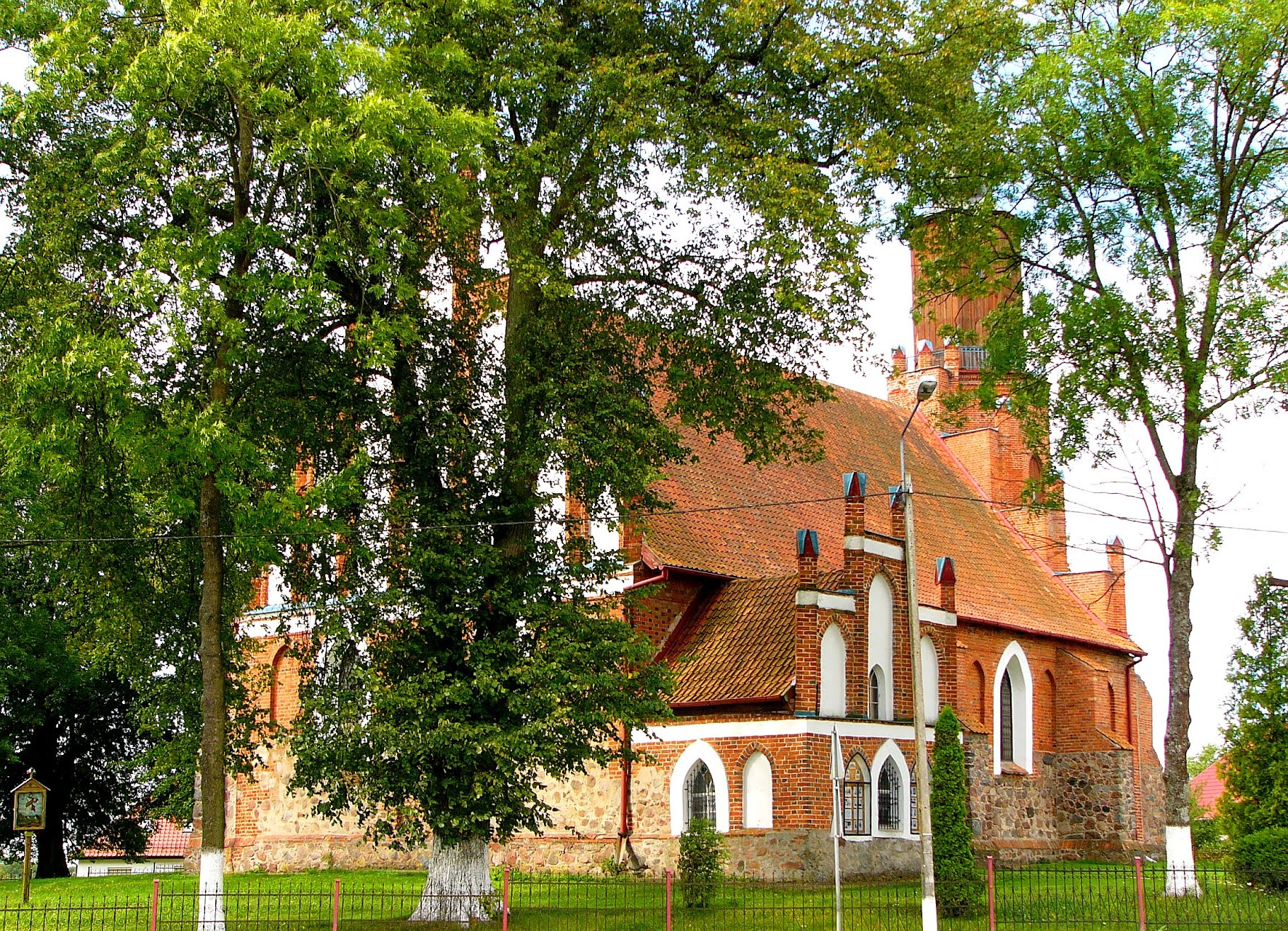
Die einst evangelische, jetzt katholische Kirche in Winden

### Kirchengebäude
Die Kirche stammt aus dem 15. Jahrhundert und wurde als Backsteinbau auf Feldsteinfundament errichtet. Ein schöner Stufengiebel ziert die Ostseite. Im Westen wurde 1834 ein massiver Turm anstelle eines durch Orkan zerstörten hölzernen Turms vorgesetzt. Die Innenausstattung stammte in ihrem Original aus dem beginnenden 18. Jahrhundert. Sie wurde zuletzt nach 1945 verändert, als das bisher evangelische Gotteshaus eine katholische Pfarrkirche wurde.

### Kirchengemeinde

#### Evangelisch
Von der Reformation bis zum Jahre 1945 war die Wendener Kirche ein evangelisches Gotteshaus. Die Gemeinde gehörte zum Kirchenkreis Rastenburg (polnisch Kętrzyn) in der Kirchenprovinz Ostpreußen der Kirche der Altpreußischen Union. Das Leben der evangelischen Gemeinde endete in den Jahren 1945 bis 1950 aufgrund von Flucht und Vertreibung der einheimischen Bevölkerung. Heute hier wieder lebende Gemeindeglieder gehören jetzt zur Kirchengemeinde in Barciany, einer Filialgemeinde der Johanneskirche in Kętrzyn in der Diözese Masuren der Evangelisch-Augsburgischen Kirche in Polen.

#### Katholisch
Die vor 1945 zahlenmäßig wenigen Katholiken gehörten zur Pfarrei in Rastenburg im Bistum Ermland. Aufgrund der Neuansiedlung polnischer Bürger nach 1945 stieg die Zahl der Kirchenglieder, und 1946 konnte man bereits eine eigene Pfarrei in Winda errichten. Ihr ist die Filialgemeinde Podławki (Podlacken) zugeordnet. Winda gehört jetzt zum Dekanat Kętrzyn II im Erzbistum Ermland.

## Verkehr

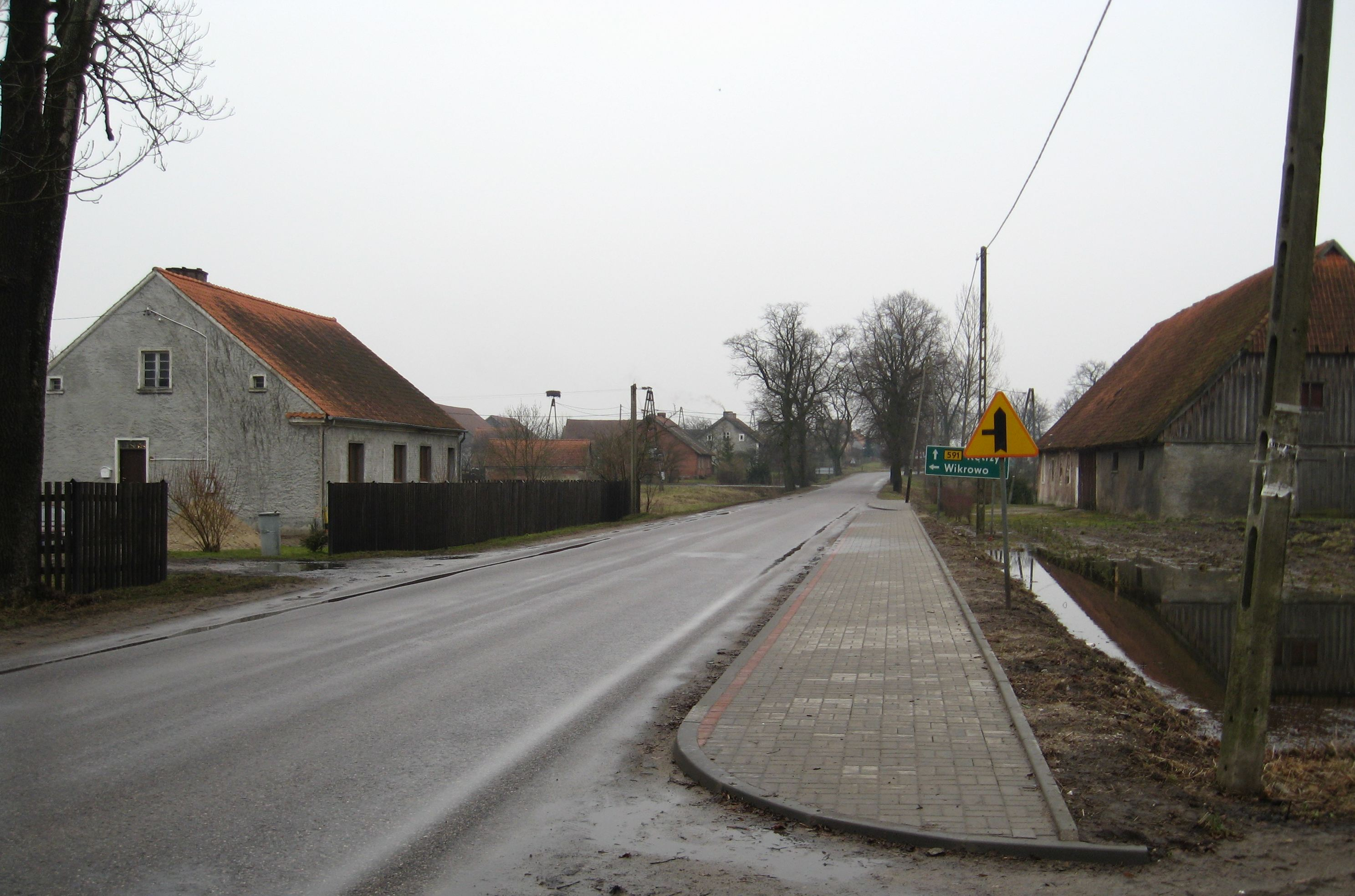
Die Ortsdurchfahrt Winda der Woiwodschaftsstraße 591

Durch Winda führt die Woiwodschaftsstraße 591 (ehemalige deutsche Reichsstraße 141). Diese führt in nördlicher Richtung nach etwa 7 km durch Barciany (Barten) und endet nach weiteren 13 km an der Grenze zur russischen Oblast Kaliningrad. Einen Grenzübergang gibt es dort nicht.
In südlicher Richtung führt die Straße nach etwa neun Kilometern durch Kętrzyn (Rastenburg) und weiter nach Mrągowo (Sensburg), und in westlicher Richtung führt eine Nebenstraße nach Kiemławki Wielkie (Groß Kemlack), in östlicher nach Wikrowo (Wickerau).
Die nächste Bahnstation befindet sich in heute Kętrzyn, wo es Direktverbindungen nach Olsztyn (Allenstein) und Posen sowie nach Ełk (Lyck) und Białystok gibt. Nach Kętrzyn besteht eine Linienbusverbindung. Bis 1945 war Wenden selber Bahnstation an zwei Bahnstrecken: Rastenburg–Drengfurth und Wenden–Barten. Beide wurden von den Rastenburger Kleinbahnen befahren, doch fand nach 1945 keine Reaktivierung der Strecken statt.
Der nächste internationale Flughafen ist der Flughafen Kaliningrad, welcher sich etwa 95 Kilometer nordwestlich auf russischem Hoheitsgebiet befindet. Der nächste internationale Flughafen auf polnischem Staatsgebiet ist der etwa 190 Kilometer westlich gelegene Lech-Wałęsa-Flughafen Danzig.

## Schule

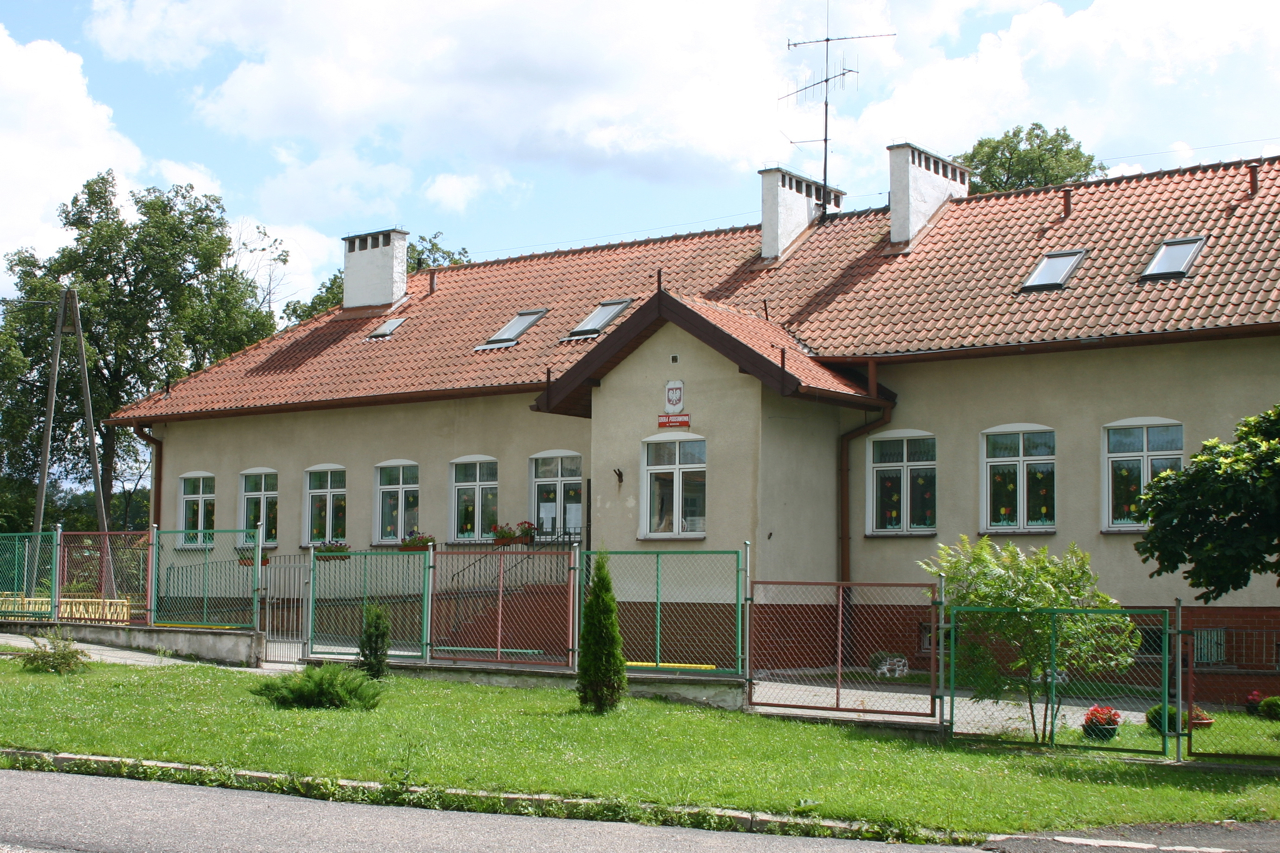
Die Schule in Winda

Im Dorf gibt es eine achtklassige Grundschule.